# Wissenkerke
Wissenkerke – wieś w Holandii, w prowincji Zelandia, od 1995 siedziba gminy Noord-Beveland. Przez miejscowość przechodzi droga prowincjonalna N225.

## Toponimia
Nazwa wsi pochodzi prawdopodobnie z połączenia imienia Wisse oraz wyrazu kerke, dawniej oznaczającego kościół.

## Historia
Parafia Wissenkerke wzmiankowana jest po raz pierwszy w 1242. Po powodziach w 1530 i 1532 z miejscowego kościoła zachowała się jedynie wieża. W 1652 tereny osuszono, a miejscowość odbudowano. Mieszkańcy wsi uczęszczali do kościoła w Colijnsplaat do 1661, kiedy erygowano parafię. Nabożeństwa początkowo odbywały się w zaadaptowanej do potrzeb sakralnych stodole. Około 1670 ukończono budowę kościoła. Zabytkowa świątynia w XX wieku popadała w ruinę, w 1968 zdecydowano się ją zburzyć. Budowę nowej, modernistycznej świątyni ukończono w 1969. W 1995 złączono znajdujące się na wyspie gminy Wissenkerke i Kortgene tworząc gminę Noord-Beveland.